# Selenops ollarius
Espèce
Selenops ollarius est une espèce d'araignées aranéomorphes de la famille des Selenopidae.

## Distribution
Cette espèce est endémique du Sichuan en Chine,.

## Publication originale
- Zhu, Sha & Chen, 1990 : Description of the genus Selenops from Sichuan Province, China (Araneae, Selenopidae). Journal of the Norman Bethune Medical University, vol. 16, p. 30-33.